# Homoneura filiola
Homoneura filiola är en tvåvingeart som beskrevs av Leander Czerny 1932. Homoneura filiola ingår i släktet Homoneura och familjen lövflugor. Inga underarter finns listade i Catalogue of Life.